# 힐데스하임

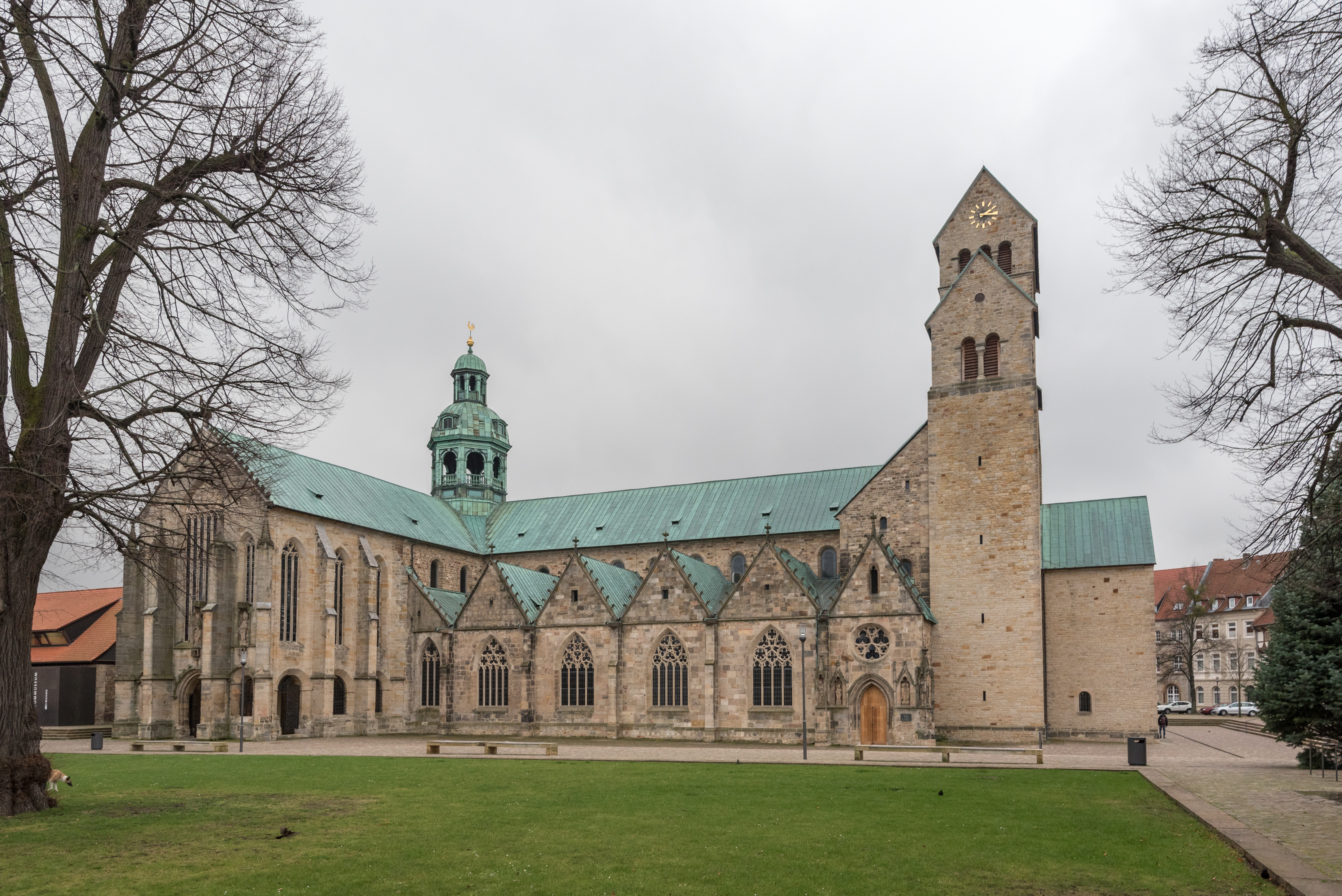
힐데스하임의 교회

힐데스하임(독일어: Hildesheim)은 독일 북부 니더작센주에 있는 도시이다. 인구는 2018년 기준 101,990명이다.
하노버 동남쪽에 위치하며, 하노버를 흐르는 라이네강의 지류 연안에 있다. 815년 힐데스하임 주교령이 형성된 오래 된 도시이다. 10세기 ~ 12세기에 대성당과 여러 성당이 건립되었다. 한자 동맹에 가입했으나, 주교령의 특권이 인정되었다. 그러나 종교 개혁으로 이 곳은 개신교 도시가 되어 주교는 대성당과 일부 건물만 소유하였다. 주교령은 19세기까지 존속하다 하노버 왕국에 병합되었다가 하노버 왕국과 함께 프로이센에 속하게 되었다.
현재는 산업과 교통의 중심지로 여러 공업이 발달되어 있으며, 카셀·괴팅겐·하노버와 연결되는 아우토반이 통한다. 11세기에 건립된 로마네스크 양식의 힐데스하임 대성당(장크트 마리아 대성당)과 장크트 미하엘 성당은 유네스코 지정 세계문화유산으로 등록되었다.

## 인구
| 연도 | 인구    | ±%      |
| ---- | ------- | ------- |
| 1400 | 6,000   | —       |
| 1450 | 8,000   | +33.3%  |
| 1648 | 5,500   | −31.2%  |
| 1803 | 11,108  | +102.0% |
| 1825 | 12,630  | +13.7%  |
| 1849 | 14,651  | +16.0%  |
| 1871 | 20,801  | +42.0%  |
| 1875 | 22,581  | +8.6%   |
| 1890 | 33,481  | +48.3%  |
| 1900 | 42,973  | +28.4%  |
| 1910 | 50,239  | +16.9%  |
| 1919 | 53,499  | +6.5%   |
| 1925 | 58,522  | +9.4%   |
| 1933 | 62,519  | +6.8%   |
| 1939 | 72,101  | +15.3%  |
| 1950 | 65,531  | −9.1%   |
| 1961 | 96,296  | +46.9%  |
| 1970 | 93,400  | −3.0%   |
| 1975 | 106,000 | +13.5%  |
| 1980 | 102,700 | −3.1%   |
| 1985 | 100,900 | −1.8%   |
| 1989 | 103,512 | +2.6%   |
| 1997 | 105,700 | +2.1%   |
| 2002 | 103,448 | −2.1%   |
| 2013 | 100,708 | −2.6%   |
| 2015 | 101,667 | +1.0%   |
| 2017 | 103,970 | +2.3%   |
| 2019 | 101,693 | −2.2%   |